# Edwin P. Morrow
Edwin Porch Morrow (28 novembre 1877 – 15 juin 1935) était un politicien américain qui a officié en tant que 40e Gouverneur du Kentucky de 1919 à 1923. Il fut le seul Républicain élu à cette fonction entre 1907 et 1927. Il s'est fait le défenseur des causes républicaines de son temps, que sont l'égalité des droits des Afro-Américains ou l'utilisation de la force pour réprimer la violence. Morrow a été formé aux principes de son parti par son père, Thomas Z. Morrow, qui fut candidat au poste de gouverneur en 1883, et son oncle, William O. Bradley, qui fut élu gouverneur en 1895. Ces deux hommes furent des membres fondateurs du Parti républicain dans le Kentucky.
Après avoir participé à titre non-combattant à la Guerre hispano-américaine, Morrow fut diplômé de l'Université de Cincinnati en droit en 1902 et commença à exercer à Lexington, dans le Kentucky. Il se fit connaitre presque immédiatement en obtenant l'acquittement d'un homme noir qui avait été accusé de meurtre sur une confession extorquée et un faux témoignage. Il fut nommé Procureur des États-Unis pour le district est du Kentucky par le Président William Howard Taft en 1910 et resta en service jusqu'à ce qu'il fut révoqué en 1913 par le Président Woodrow Wilson. En 1915, il se porta candidat au poste de gouverneur contre son grand ami, Augustus O. Stanley. Stanley gagna les élections par 471 voix, ce qui reste à ce jour la victoire la plus courte de l'histoire pour l'élection d'un gouverneur de cet état.
Morrow recandidata pour le poste de gouverneur en 1919. Son adversaire, James D. Black, avait accédé à ce poste plus tôt cette année lorsque Stanley avait démissionné pour un siège au Sénat des États-Unis. Morraw encouragea les électeurs à « corriger l'erreur de 1915 » et présenta un programme progressiste qui incluait le droit de vote des femmes et réprimait la violence raciale. Il accusa l'administration démocrate de corruption, en citant des exemples spécifiques, et remporta une large victoire aux élections. Avec un pouvoir législatif qui lui était favorable en 1920, il réalisa une grande partie de son programme en obtenant une loi contre le lynchage et une réorganisation du gouvernement de l'état. Il acquit une reconnaissance nationale en empêchant le lynchage d'un prisonnier noir en 1920. Il n'hésita pas à révoquer les fonctionnaires locaux qui n'empêchaient ni réprimaient la violence de la foule. À partir de 1922, les Démocrates reprirent le contrôle de l'Assemblée générale, ce qui limita les possibilités d'action de Morrow durant la seconde partie de son mandat. Après avoir quitté sa fonction de gouverneur, il servit à la Commission du travail et à la Commission de médiation des chemins de fer des États-Unis, mais n'occupa plus jamais de fonction élue. Il mourut d'une crise cardiaque le 15 juin 1935, alors qu'il vivait avec un cousin à  Frankfort.

## Biographie

### Jeunesse

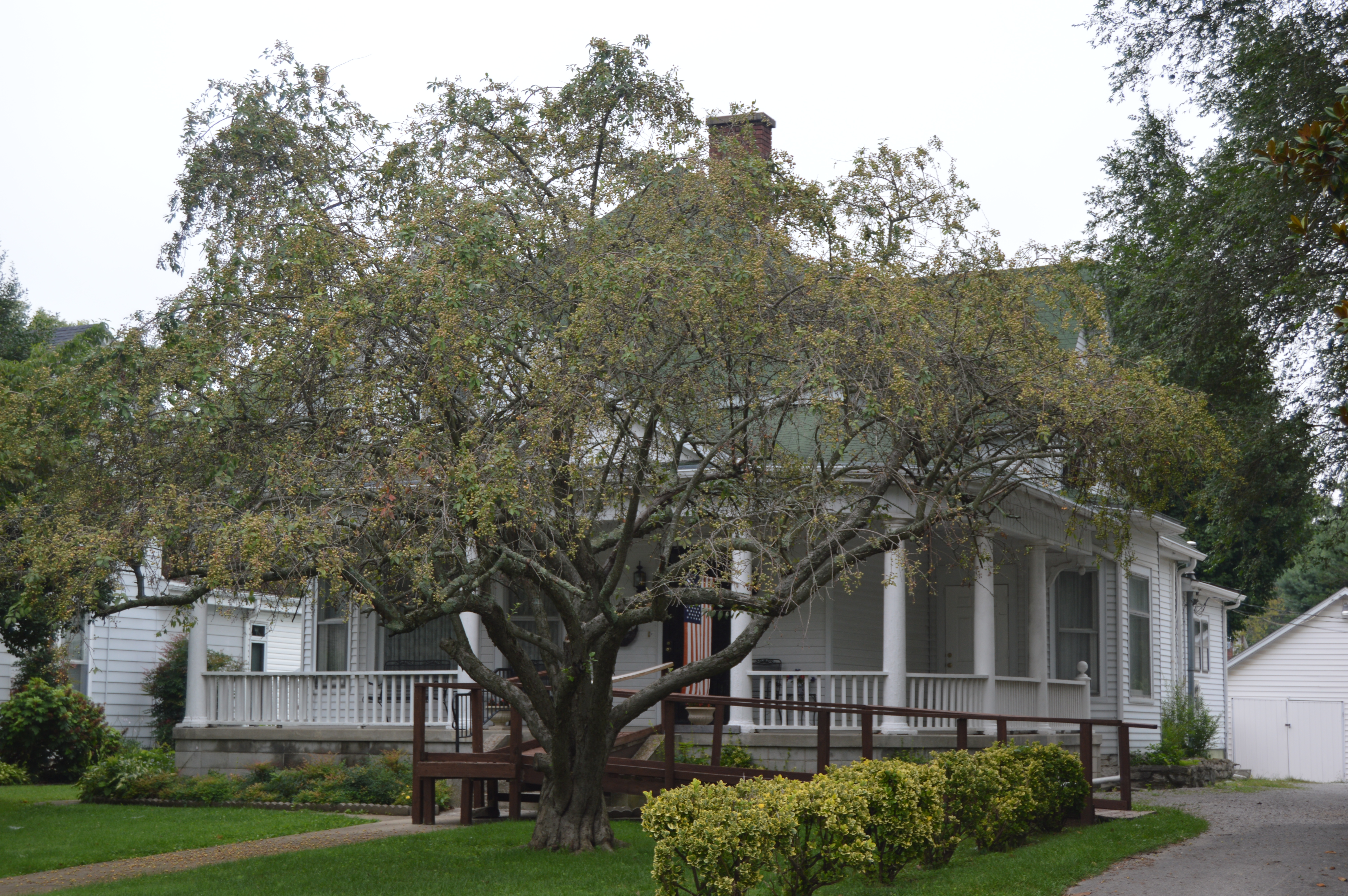
La maison de Morrow à Somerset

Edwin Morrow naquit à Somerset, au Kentucky, le 28 novembre 1877,. Lui et son frère jumeau, Charles, furent les plus jeunes d'une fratrie de 8 enfants. Son père, Thomas Zanzinger Morrow, était un des fondateurs du Parti républicain au Kentucky et un candidat battu aux élections de gouverneur en 1883. Sa mère, Virginia Catherine (Bradley) Morrow, était la sœur de William O'Connell Bradley, qui fut le premier gouverneur républicain élu au Kentucky en 1895.
Morrow débuta sa scolarité dans les écoles publiques de Somerset. À 14 ans, il entra à l'école préparatoire au St. Mary's College près de Lebanon, au Kentucky. Il y continua ses études en 1891 et 1892. Il s'inscrivit ensuite au Cumberland College (appelé maintenant University of the Cumberlands) à Williamsburg, au Kentucky et se fit remarqué le groupe de débats. Il était également intéressé par les sports, en jouant en tant que halfback dans l'équipe de football américain et au poste de champ gauche dans l’équipe de baseball.
Le 24 juin 1898, Morrow s'engagea en tant que soldat dans le 4e Régiment d'infanterie du Kentucky pour servir dans la guerre hispano américaine,,. Il fut d'abord affecté à Lexington, Kentucky, et poursuivit sa formation à Anniston, Alabama. Touché par la fièvre typhoïde, il n'effectua jamais de service actif et fut démobilisé en tant que second lieutenant le 12 février 1899. En 1900, il s'inscrivit pour le semestre d'automne à l'école de droit de l'Université de Cincinnati. Il obtint un Bachelor of Laws en 1902.
Morrow ouvrit son cabinet à Lexington. Il établit sa réputation durant l'une de ses premières affaires — le procès de William Moseby, un homme noir accusé de meurtre. À l'issue d'un premier jugement de Moseby, le jury n'était pas parvenu à se mettre d'accord sur un verdict, mais parce qu'une des preuves retenues contre lui comportait un aveu (sur lequel il était revenu par la suite), la plupart des observateurs s'accordaient à croire qu'il serait déclaré coupable pour son deuxième jugement. Incapable de trouver un avocat pour Moseby, le juge du procès s'adressa à Morrow, qui en tant que jeune avocat était enthousiaste pour cette tâche. Morrow prouva que le témoignage de son client avait été extorqué ; on lui avait fait croire que des lyncheurs l'attendaient en dehors de la prison, alors qu'aucun de ces groupes ne s'étaient réunis. Morrow démontra également que l'autre témoignage contre son client était faux. Moseby fut acquitté le 21 septembre 1902.
Morrow retourna à Somerset en 1903. Il s'y maria avec Katherine Katherine Hale Waddle le 18 juin 1903. Le père de Waddle avait étudié le droit auprès du père de Morrow, et Edwin et Katherine avait été compagnons de jeu, scolarisés ensemble et plus tard amants. Le couple eut deux enfants, Edwina Haskell en juillet 1904 et Charles Robert en novembre 1908.

### Carrière politique
En 1904, Morrow fut nommé procureur de la ville de Somerset, en restant affecté à ce poste jusqu'en 1908. Le Président William Howard Taft le nomma Procureur des États-Unis pour le district est du Kentucky en 1910. Il assura cette fonction jusqu'à sa révocation par le Président Woodrow Wilson en 1913,.

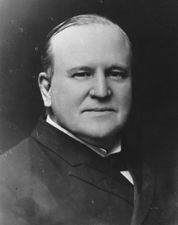
William O. Bradley, l'oncle de Morrow, fut élu gouverneur du Kentucky en 1895.

La première expérience politique de Morrow fut de travailler lors de la campagne de son oncle William O. Bradley pour le poste de gouverneur en 1895. En 1899, le candidat républicain pour la fonction de gouverneur William S. Taylor proposa de faire de Morrow son Secrétaire d'État en échange du support de Bradley dans l'élection ; Bradley déclina l'offre. Malgré l'encouragement de ses amis, Morrow refusa de se porter candidat au poste de gouverneur en 1911.
En 1912, Morrow fut choisi comme candidat républicain pour le siège au Sénat de Thomas Paynter. Paynter avait décidé de ne pas se reporter candidat, et les Démocrates nommèrent Ollie M. James du Comté de Crittenden. L'Assemblée générale était très majoritairement démocrate et unie derrière James. Dans un vote collégial, James battit Morrow par un résultat de 105–28. À la suite de l'adoption du 17e amendement l'année suivante, ce fut la dernière fois que le corps législatif du Kentucky élisait un sénateur.
À la convention républicaine de l'État à Lexington le 15 juin 1915, Morrow fut choisi comme candidat républicain pour les élections de gouverneur au détriment de Latt F. McLaughlin,. Son adversaire démocrate était un ami proche, Augustus O. Stanley. Morrow accusa les administrations démocrates précédentes de corruption et plaida pour une élection d'un Républicain car « il n'est pas possible de nettoyer une maison avec un balai sale. » Les deux hommes firent campagne sur des thèmes progressistes et l'élection tourna en faveur de Stanley pour seulement 471 votes. Bien que ce fut le vote des élections de gouverneur le plus serré dans l'histoire de l'État, Morrow refusa de contester les résultats, ce qui augmenta grandement sa popularité. Sa décision fut influencée par le fait qu'une contestation serait décidée par l'Assemblée générale, qui avait une majorité démocrate dans les deux chambres.

#### Gouverneur du Kentucky
Morrow servit en tant que délégué à la Convention nationale des Républicains en 1916, 1920 et 1928. En 1919, il fut choisi par acclamation comme candidat de son parti pour le poste de gouverneur. Cette fois, son opposant fut James D. Black. Black était lieutenant gouverneur de Stanley et se porta candidat en mai 1919 quand Stanley démissionna pour occuper un siège au Sénat des États-Unis.
Morrow encouragea les électeurs à « corriger l'erreur de 1915. » Il fit campagne à nouveau sur un programme progressiste, en soutenant un amendement de la constitution du Kentucky pour accorder le droit de vote aux femmes. Son soutien ne fut pas aussi fort pour un amendement de la prohibition. Il attaqua l'administration Stanley–Black comme étant corrompue. Quelques jours avant l'élection, il dévoila un contrat accordé par le Conseil de contrôle de l'État à une entreprise fictive. L'historien Lowell H. Harrison estima que le refus de Black de renvoyer les membres de ce Conseil à la suite de cette révélation scella probablement sa défaite. Morrow remporta l'élection générale par plus de 40 000 votes. Ce fut la plus large victoire pour un candidat républicain aux élections de gouverneur dans l'histoire de l'État.

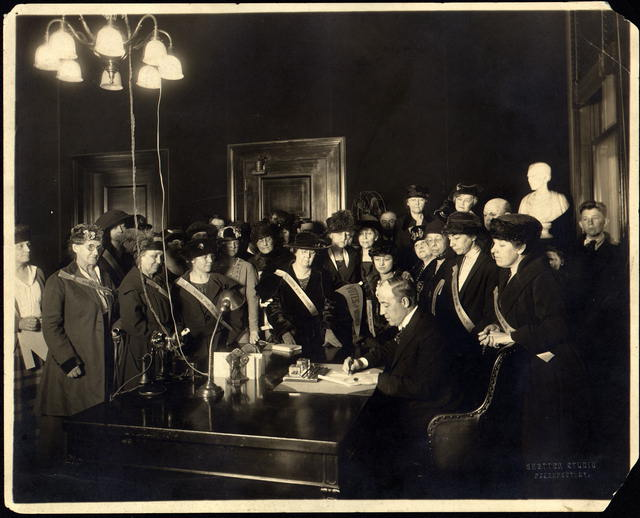
Morrow signe la loi ratifiant le, sous le regard des membres de l'association pour l'égalité des chances du Kentucky, 6 janvier 1920.

Le 6 janvier 1920, le gouverneur Morrow signa la loi ratifiant le 19e amendement, faisant du Kentucky le 23e État à le ratifier ; cet évènement est passé à la postérité dans une photographie prise avec les membres de l'association pour l'égalité des chances du Kentucky. Durant la session législative de 1920, les Républicains détenaient la majorité dans la Chambre des représentants du Kentucky et étaient en minorité pour seulement deux voix dans le Sénat de l'État. Pendant la session, Morrow put souvent convaincre C. W. Burton, un sénateur démocrate du Comté de Grant, de soutenir les propositions républicaines. En cas d'égalité de voix, le Républicain lieutenant gouverneur S. Thruston Ballard avait le dernier mot. Par conséquent, Morrow put effectuer une réorganisation considérable du gouvernement de l'État, incluant le remplacement du Conseil de contrôle par un Conseil non partisan des charités et des corrections, la centralisation des travaux d'autoroutes et la révision des impôts sur la propriété,. Il supervisa les améliorations du système éducatif, dont une meilleure sélection des ouvrages de référence et une taxe sur les hippodromes pour financer un salaire minimum pour les professeurs,. Parmi les réformes de Morrow qui ne passèrent pas figurait une proposition pour rendre le pouvoir judiciaire non partisan.
Morrow préconisa la mise en vigueur des lois contre le port d'une arme cachée et restreignit les activités du Ku Klux Klan. Durant la première année de son mandat, il n'accorda que 100 grâces. Ce chiffre constitue une diminution considérable par rapport à ses prédécesseurs. Pendant leur première année, J. C. W. Beckham accorda 350 grâces, James B. McCreary (durant son second mandat de gouverneur) en accorda 139 et Augustus O. Stanley 257. Il fut également un membre actif de la Commission sur la coopération interraciale, une association en faveur de l'élimination de la violence raciale dans le Sud.

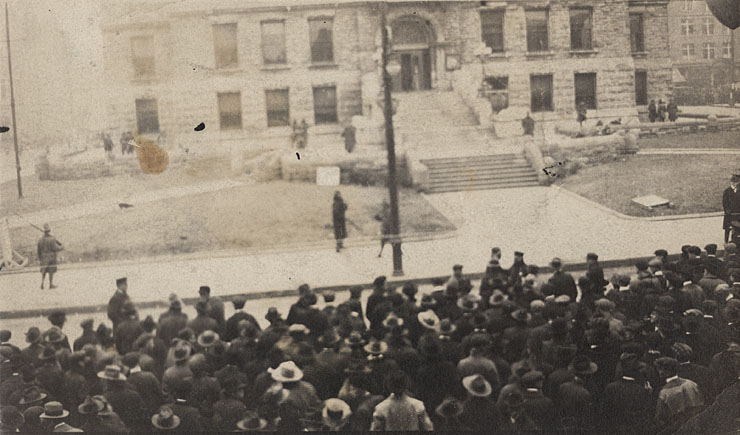
La foule assemblée devant le palais de justice pendant le procès de Will Lockett en 1920.

Le 9 février 1920, Morrow dépêcha la garde nationale du Kentucky à Lexington pour protéger Will Lockett, un vétéran noir de la 1re guerre mondiale en procès pour un meurtre. Morrow déclara à l'adjudant-général de l'État : « Faites le maximum pour garder ce nègre aux mains de la loi. S'il tombe dans les mains de la foule je ne m'attends pas à vous voir en vie. ». Lockett avait déjà confessé du meurtre, sans avoir bénéficié d'un avocat. Son procès prit seulement trente minutes comme il plaida coupable mais il demanda une peine à perpétuité plutôt qu'une peine de mort. Malgré son plaidoyer, il fut condamné à mort sur la chaise électrique.
Une foule de plusieurs milliers de personnes de rassembla devant la cour de justice durant le procès de Lockett. Un cadreur demanda à plusieurs des personnes rassemblées de brandir leur poings et de crier pour qu'il prenne une photographie. On crut à tort que le reste de la foule prenait d'assaut la cour de justice en s'y précipitant. Dans l’échauffourée qui s'ensuivit, un policier fut grièvement blessé à un bras et dut être amputé par la suite. La garde nationale ouvrit le feu, tuant six personnes et en blessant environ 50. Des membres de la foule pillèrent des magasins dans les environs à la recherche d'armes pour riposter, mais des renforts arrivèrent d'un poste d'armée voisin en milieu d'après-midi. La loi martiale fut déclarée et plus aucune violence ne fut commise. Un mois plus tard, Lockett fut exécuté au pénitencier de l'État du Kentucky à Eddyville.
L'incident est considéré comme la première répression par la force d'un rassemblement pour lynchage par des officiels d'État ou locaux dans le Sud. Morrow reçut un télégramme de félicitation de la part du NAACP et l'incident fut perçu de manière favorable par la majorité de la presse nationale. W. E. B. Du Bois le nomma la « Seconde bataille de Lexington.». Morrow persévéra dans son utilisation des troupes de l'État pour mettre fin à la violence. En 1922, il envoya encore la garde nationale pour réprimer une grève d'usine violente à Newport.
Morrow demanda aussi aux responsables locaux d'être consistants dans l'application des lois. En 1921, il révoqua le gardien de prison du Comté de Woodford pour avoir autorisé un prisonnier noir à être lynché et offrit une récompense de 25 000 $ pour des informations menant à l'arrestation et à la condamnation des coupables. Les citoyens de Versailles furent davantage indignés par la révocation du gardien que par le lynchage du prisonnier. Les locaux refusèrent de venir en aide à l'investigation et les lyncheurs ne furent jamais arrêtés ou accusés. Les officiels locaux engagèrent la femme du gardien de prison pour finir son mandat pour essayer de contourner la destitution.
En août 1922, un vendeur itinérant appelé Jack Eaton fut arrêté pour être suspecté d'avoir agressé plusieurs jeunes filles. Les parents de ces filles refusèrent d'engager des poursuites et Eaton fut relaxé. Plus tard, il fut capturé par une foule qui le blessa à plusieurs reprises et versa de la térébenthine sur ses blessures. Une enquête montra que le shérif du Comté de Scott livra sciemment Eaton à la foule, ce qui conduisit Morrow à le révoquer. Même si Eaton était de type caucasien, les Afro-américains furent ravis par cette révocation car ils espéraient que cet événement encouragerait d'autres gardiens de prison à œuvrer pour les protéger contre les lynchages et les violences collectives.
Morrow était fréquemment mentionné comme candidat potentiel au poste de vice-président en 1920, mais il retira son nom de la liste des candidats, en s'en tenant à une promesse de campagne de ne pas aspirer à un plus haut poste tant qu'il serait gouverneur. Le 27 juillet 1920, il fit un discours à Northampton, au Massachusetts, en notifiant officiellement Calvin Coolidge de sa nomination pour ce poste. Bien qu'il soutenait Frank Lowden pour la fonction de président, Warren G. Harding fut nommé et Morrow fit une campagne vigoureuse pour le compte de son parti.
Dans son discours à l'organe législatif de 1922, Morrow demanda 50 millions de dollars pour améliorer les routes de l'État et pour abroger toutes les lois niant l'égalité des droits des femmes. Il recommanda aussi un grand emprunt pour améliorer les finances des universités, des écoles, des prisons et des hôpitaux de l'État. À cette période cependant, les Républicains avaient cédé leur majorité à la Chambre des représentants et pratiquement toutes les propositions de Morrow furent rejetées. Morrow riposta en opposant son véto à plusieurs lois démocrates, dont 700 000 $ de dons,. Parmi les rares réalisations de la législature de 1922, figurent le passage d'une loi contre lynchage, l'abolition des travaux forcés et l'établissement d'écoles normales à Murray et à Morehead,. Aujourd'hui, ces écoles existent encore sous les noms respectifs de Murray State University et de Morehead State University. La législature de 1922 établit également une commission pour gérer le parc d'État My Old Kentucky Home et approuva la construction du monument Jefferson Davis.
Malgré le fait que Morrow acquit une reconnaissance au niveau national pour sa façon de traiter le procès Lockett, l'historien James C. Klotter a estimé qu'il « laissait un bilan solide, et plutôt standard, d'un gouverneur du Kentucky ». Il cita le conservatisme fiscal de Morrow et son inaptitude à contrôler le corps législatif en 1922 en raison d'une piètre analyse, bien qu'il fit l'éloge des progrès permis par Morrow pour l'avancée de l'égalité raciale dans l'État. Morrow fut interdit par la constitution de l'État de concourir pour un second mandat consécutif et ses réussites ne furent pas assez fortes pour assurer l'élection de Charles I. Dawson, son successeur républicain pressenti pour l'élection de gouverneur de 1923.

### Fin de carrière et décès
Après son mandat de gouverneur, Morrow se retira à Someraset où il s'engagea auprès des Watchmen of the Republic, une organisation dévolue à l'éradication des préjudices et à la promition de la tolérance. Il servit à la Commission du travail des chemins de fer des États-Unis de 1923 à 1926 et à celle qui l'a succédé, la Commission de médiation des chemins de fer, entre 1926 et 1934. Il démissionna pour se porter candidat à un siège à la Chambre des représentants des États-Unis pour le Neuvième district, mais échoua à se faire nominer par son parti au profit de John M. Robsion,.
À la suite de sa défaite à la primaire du Congrès, Morrow projeta de revenir à Lexington pour reprendre son cabinet d'avocat. Le 15 juin 1935, il mourut subitement d'une crise cardiaque tandis qu'il habitait temporairement avec un cousin à Frankfort. Il est enterré au cimetière de Frankfort.